# Poker cinese
Il Poker cinese, detto anche Pusoy (ma non Pusoy Dos o Poker russo), è un gioco di carte giocato nelle comunità asiatiche.
Ha ottenuto popolarità poiché possiede le caratteristiche di diversi giochi d'azzardo: le regole sono semplici e basate sulla conoscenza de punti del poker, c'è un grande fattore di fortuna e quindi anche un principiante ha buone possibilità di vincere in poco tempo, il gioco infine porta ad inaspettate vittorie e a mani con alti punteggi.